# Theodore Levitt
Theodore Levitt (Vollmerz, 1 maart 1925 – Belmont (Massachusetts), 28 juni 2006) was een Amerikaans econoom, evenals docent aan de Harvard universiteit en tevens redacteur van de Harvard Business Review (HBR). 
In 1960 publiceerde hij, toen nog niet als redacteur aan het magazine verbonden, in HBR het artikel Marketing Myopia omtrent marketing bijziendheid waarmee hij volgens sommigen de bouwstenen voor de moderne marketing legde.
Later, in 1983 gebruikte hij in datzelfde tijdschrift voor het eerst de term globalisering en gaf daar de volgende definitie aan: "de veranderingen in sociale gedragspatronen en technologie die bedrijven in staat stellen om hetzelfde product over de hele wereld te verkopen." 
Theodore Levitt overleed op 81-jarige leeftijd en zijn overlijden werd op 6 juli 2006 bekendgemaakt door zijn zoon Peter.
- Bibliothèque nationale de France: cb120172822 (data)
- CiNii: DA01095228
- Gemeinsame Normdatei: 170307085
- International Standard Name Identifier: 0000 0001 1450 0477
- Library of Congress Control Number: n79129082
- Nationale Bibliotheek van Tsjechië: mzk2004244037
- Nationale Bibliotheek van Israël: 987007587786305171
- Nationale Bibliotheek van Polen: a0000002176194
- Nederlandse Thesaurus van Auteursnamen: 068111916
- SNAC: w62537nq
- Système universitaire de documentation: 028310616
- Trove: 904065
- Virtual International Authority File: 84585078
- WorldCat: E39PBJtrVKm63kJT8H7kkTYXVC